# Второй дивизион чемпионата мира по хоккею с шайбой 2024
Чемпионат мира по хоккею с шайбой 2024 года во II-м дивизионе — спортивное соревнование по хоккею с шайбой под эгидой ИИХФ, которое состоялось в апреле 2024 года: в группе А в сербской столице Белград с 21 по 27 апреля и в группе В в болгарской столице София с 22 по 28 апреля.

## Регламент
- По итогам турнира в группе А: команда, занявшая первое место, получит право играть в первом дивизионе чемпионата мира 2025 года, а команда, занявшая последнее место, переходит в группу B второго дивизиона чемпионата мира 2025 года.
- По итогам турнира в группе B: команда, занявшая первое место, получит право играть в 2025 году в группе А, а команда, занявшая последнее место, перейдёт в группу A третьего дивизиона чемпионата мира 2025 года.

## Итоги турнира

### Группа A
- Сборная Хорватии вышла в группу В первого дивизиона 2025 года.
- Сборная Исландии вылетела в группу В второго дивизиона 2025 года.

### Группа B
- Сборная Бельгии вышла в группу A второго дивизиона 2025 года.
- Сборная Турции вылетела в группу A третьего дивизиона 2025 года.

## Арены
| Сербия                                  | Болгария                               |
| Белград                                 | София                                  |
| --------------------------------------- | -------------------------------------- |
| Ледовый дворец Пионир Вместимость: 2000 | Зимний дворец спорта Вместимость: 4600 |
|                                         |                                        |

## Участвующие команды
В чемпионате приняло участие 12 национальных команд — 5 из Европы, 5 — из Азии и две — из Океании. В начале января 2024 года ИИХФ приняло, по соображениям безопасности, решение отстранить сборную Израиля от данного чемпиона. Однако позже это решение было дезавуировано.

### Группа А
| Сборная   | Квалификация                                                                          |
| --------- | ------------------------------------------------------------------------------------- |
| Сербия    | Хозяева, заняла 6-е место в группе В первого дивизиона в 2023 году и вылетела оттуда  |
| Исландия  | Заняла 6-е место в группе A второго дивизиона в 2023 году. Была возвращена в группу А |
| Хорватия  | Заняла 3-е место в группе A второго дивизиона в 2023 году                             |
| Австралия | Заняла 4-е место в группе A второго дивизиона в 2023 году                             |
| Израиль   | Занял 5-е место в группе A второго дивизиона в 2023 году                              |
| ОАЭ       | Заняла 1-е место в группе B второго дивизиона и поднялась оттуда в 2023 году          |

### Группа В
| Сборная        | Квалификация                                                                  |
| -------------- | ----------------------------------------------------------------------------- |
| Грузия         | Заняла 2-е место в группе A второго дивизиона в 2023 году.                    |
| Бельгия        | Заняла 2-е место в группе B второго дивизиона в 2023 году                     |
| Болгария       | Хозяева, заняла 3-е место в группе B второго дивизиона в 2023 году            |
| Новая Зеландия | Заняла 4-е место в группе B второго дивизиона в 2023 году                     |
| Турция         | Заняла 5-е место в группе B второго дивизиона в 2023 году                     |
| Тайвань        | Заняла 1-е место в группе А третьего дивизиона и поднялась оттуда в 2023 году |

## Группа А

### Судьи
В группе А второго дивизиона приняли участие 5 главных и 7 линейных судей
| Главные судьи - Николя Крегут (CREGUT Nicolas) - Бартош Качмарек - Андри Кича - Стеф Оостерлинг - Маркус Ваннерстедт | Линейные судьи - Николас Альбинати - Давид Пердув - Патрик Дапуццо - Фу Да-Хэ - Урос Младенович - Марко Сакович - Крешимир Полашек (Krešimir Polašek) |

### Таблица
|  | Команда, выходящая в группу B первого дивизиона чемпионата мира 2025 года  |
|  | Команда, вылетающая в группу B второго дивизиона чемпионата мира 2025 года |

| М | Сборная   | И | В | ВО | ПО | П | ШЗ | ШП | РШ  | О  |
| - | --------- | - | - | -- | -- | - | -- | -- | --- | -- |
| 1 | Хорватия  | 5 | 5 | 0  | 0  | 0 | 26 | 6  | +20 | 15 |
| 2 | Сербия    | 5 | 4 | 0  | 0  | 1 | 23 | 11 | +12 | 12 |
| 3 | ОАЭ       | 5 | 3 | 0  | 0  | 2 | 25 | 21 | +4  | 9  |
| 4 | Израиль   | 5 | 1 | 1  | 0  | 3 | 17 | 26 | -9  | 5  |
| 5 | Австралия | 5 | 1 | 0  | 1  | 3 | 15 | 19 | -4  | 4  |
| 6 | Исландия  | 5 | 0 | 0  | 0  | 5 | 11 | 34 | -23 | 0  |

### Результаты
Время местное (UTC+2).
| 21 апреля 2024 12:30 | Хорватия | 11 : 2 (4:0, 4:2, 3:0) | Исландия | Ледовый дворец Пионир, Белград Зрителей: 25 |

| Отчёт | Отчёт | Отчёт  | Отчёт | Отчёт                                                               |
| ----- | ----- | ------ | ----- | ------------------------------------------------------------------- |
|       |       |        |       |                                                                     |
|       |       |        |       | Судья: Николя Крегут Линейные судьи: Николас Альбинати Давид Пердув |
|       |       |        |       |                                                                     |
|       |       |        |       |                                                                     |
|       |       |        |       |                                                                     |
|       |       |        |       |                                                                     |
|       |       |        |       |                                                                     |
| 2 мин | Штраф | 8 мин  |       |                                                                     |
|       |       |        |       |                                                                     |
|       | 37    | Броски | 25    |                                                                     |

| 21 апреля 2024 16:00 | ОАЭ | 10 : 6 (2:2, 4:1, 4:3) | Израиль | Ледовый дворец Пионир, Белград Зрителей: 40 |

| Отчёт | Отчёт                                                           | Отчёт | Отчёт                                                               | Отчёт                                                                 |
| --- | --------------------------------------------------------------- | --- | ------------------------------------------------------------------- | --------------------------------------------------------------------- |
| |                                                                 | |                                                                     |                                                                       |
| | Максим Ращупкин — 00:00 — 60:00                                 | Вратари | 00:00 — 44: 56 — Каляев, Максим Сергеевич 44:56 — 60:00 — Нир Тихон | Судья: Бартош Качмарек Линейные судьи: Патрик Дапуццо Урос Младенович |
| | Голы:                                                           | |                                                                     | Судья: Бартош Качмарек Линейные судьи: Патрик Дапуццо Урос Младенович |
| Дмитрий Лихачёв — 03:00 (Артём Клавдиев, Нильс Ремесс) Дмитрий Лихачёв — 19:53(бол.) (Айрат Бадегиев, Дмитрий Шапавалов) Лука Вукоя — 22:11 (Дмитрий Сальвассер) Артём Клавдиев — 30:11 (Дмитрий Лихачёв) Илья Чуйков — 35:50 (Дмитрий Лихачёв, Нильс Ремесс) Сергей Кузнецов — 37:13 (Илья Чуйков) Артём Клавдиев — 44:56 (Сергей Кузнецов, Дмитрий Лихачёв) Лука Вукоя — 45:37 (Дмитрий Шапавалов, Дмитрий Сальвассер) Илья Чуйков — 51:50 (бол.) (Артём Клавдиев, Дмитрий Лихачёв) Дмитрий Лихачёв — 59:11 (Дмитрий Шапавалов) | 1:0 1:1 1:2 :2 3:2 3:3 4:3 5:3 6:3 6:4 6:5 7:5 8:5 9:5 9:6 10:6 | 06:19 — Даниэль Мазур (бол.) (Майк Левин, Михаил Кожевников) 13:13 — Кирилл Полозов (бол.) (Майк Левин, Давид Левин) 29:36 — Давид Левин (бол.) (Майк Левин, Михаил Кожевников) 40:25 — Кирилл Полозов (Давид Левин, Михаил Кожевников) 43:37 — Даниэль Мазур 56:48 — Авив Мильнер (Юваль Турнер) |                                                                     | Судья: Бартош Качмарек Линейные судьи: Патрик Дапуццо Урос Младенович |
| |                                                                 | |                                                                     | Судья: Бартош Качмарек Линейные судьи: Патрик Дапуццо Урос Младенович |
| |                                                                 | |                                                                     | Судья: Бартош Качмарек Линейные судьи: Патрик Дапуццо Урос Младенович |
| |                                                                 | |                                                                     | Судья: Бартош Качмарек Линейные судьи: Патрик Дапуццо Урос Младенович |
| 8 мин | Штраф                                                           | 8 мин |                                                                     | Судья: Бартош Качмарек Линейные судьи: Патрик Дапуццо Урос Младенович |
| |                                                                 | |                                                                     |                                                                       |
| | 34                                                              | Броски | 38                                                                  |                                                                       |

| 21 апреля 2024 19:30 | Австралия | 2 : 4 (1:1, 1:2, 0:1) | Сербия | Ледовый дворец Пионир, Белград Зрителей: 348 |

| Отчёт  | Отчёт | Отчёт  | Отчёт | Отчёт                                                            |
| ------ | ----- | ------ | ----- | ---------------------------------------------------------------- |
|        |       |        |       |                                                                  |
|        |       |        |       | Судья: Андри Кича Линейные судьи: Марко Сакович Кресимир Полашек |
|        |       |        |       |                                                                  |
|        |       |        |       |                                                                  |
|        |       |        |       |                                                                  |
|        |       |        |       |                                                                  |
|        |       |        |       |                                                                  |
| 12 мин | Штраф | 6 мин  |       |                                                                  |
|        |       |        |       |                                                                  |
|        | 18    | Броски | 31    |                                                                  |

| 22 апреля 2024 12:30 | Исландия | 2 : 7 (1:1, 1:6, 0:0) | ОАЭ | Ледовый дворец Пионир, Белград Зрителей: 20 |

| Отчёт | Отчёт | Отчёт  | Отчёт | Отчёт                                                                |
| ----- | ----- | ------ | ----- | -------------------------------------------------------------------- |
|       |       |        |       |                                                                      |
|       |       |        |       | Судья: Стеф Оостерлинг Линейные судьи: Давид Пердув Кресимир Полашек |
|       |       |        |       |                                                                      |
|       |       |        |       |                                                                      |
|       |       |        |       |                                                                      |
|       |       |        |       |                                                                      |
|       |       |        |       |                                                                      |
| 6 мин | Штраф | 13 мин |       |                                                                      |
|       |       |        |       |                                                                      |
|       | 31    | Броски | 27    |                                                                      |

| 22 апреля 2024 16:00 | Хорватия | 3 : 2 (0:1, 2:1, 1:0) | Австралия | Ледовый дворец Пионир, Белград Зрителей: 25 |

| Отчёт | Отчёт | Отчёт  | Отчёт | Отчёт                                                                  |
| ----- | ----- | ------ | ----- | ---------------------------------------------------------------------- |
|       |       |        |       |                                                                        |
|       |       |        |       | Судья: Николя Крегут Линейные судьи: Николас Альбинати Урос Младенович |
|       |       |        |       |                                                                        |
|       |       |        |       |                                                                        |
|       |       |        |       |                                                                        |
|       |       |        |       |                                                                        |
|       |       |        |       |                                                                        |
| 6 мин | Штраф | 8 мин  |       |                                                                        |
|       |       |        |       |                                                                        |
|       | 45    | Броски | 19    |                                                                        |

| 22 апреля 2024 19:30 | Сербия | 5 : 1 (1:0, 2:1, 2:0) | Израиль | Ледовый дворец Пионир, Белград Зрителей: 375 |

| Отчёт | Отчёт                            | Отчёт                                             | Отчёт                     | Отчёт                                                     |
| --- | -------------------------------- | ------------------------------------------------- | ------------------------- | --------------------------------------------------------- |
| |                                  |                                                   |                           |                                                           |
| | Арсений Ранкович — 00:00 — 60:00 | Вратари                                           | 00:00 — 60:00 — Нир Тихон | Судья: Андри Кича Линейные судьи: Патрик Дапуццо Фу Да-Хэ |
| | Голы:                            |                                                   |                           | Судья: Андри Кича Линейные судьи: Патрик Дапуццо Фу Да-Хэ |
| Неманья Вучуревич — 14:46(бол.) (Алекса Гвожденович, Матия Динич) Марко Младенович — 24:46(бол.) (Алекса Гвожденович, Срдян Суботич) Иван Анич — 33:59(мен.) (Марко Драгович, Матея Попович) Неманья Вучуревич — 47:20 (Андрия Рачич, Срдян Суботич) Андрия Рачич — 56:23 (Марко Младенович, Неманья Вучуревич) | 1:0 2:0 3:0 3:1 4:1 5:1          | 34:33 — Ариэль Капулькин(бол.) (Максим Хубашвили) |                           | Судья: Андри Кича Линейные судьи: Патрик Дапуццо Фу Да-Хэ |
| |                                  |                                                   |                           | Судья: Андри Кича Линейные судьи: Патрик Дапуццо Фу Да-Хэ |
| |                                  |                                                   |                           | Судья: Андри Кича Линейные судьи: Патрик Дапуццо Фу Да-Хэ |
| |                                  |                                                   |                           | Судья: Андри Кича Линейные судьи: Патрик Дапуццо Фу Да-Хэ |
| 37 мин | Штраф                            | 39 мин                                            |                           | Судья: Андри Кича Линейные судьи: Патрик Дапуццо Фу Да-Хэ |
| |                                  |                                                   |                           |                                                           |
| | 59                               | Броски                                            | 26                        |                                                           |

| 24 апреля 2024 12:30 | Австралия | 4 : 5(Б) (2:0, 1:0, 1:4, 0:0, 0:1) | Израиль | Ледовый дворец Пионир, Белград Зрителей: 30 |

| Отчёт | Отчёт                               | Отчёт | Отчёт                                                                   | Отчёт                                                           |
| --- | ----------------------------------- | --- | ----------------------------------------------------------------------- | --------------------------------------------------------------- |
| |                                     | |                                                                         |                                                                 |
| | Алекси Тойвонен — 00:00 — 65:00     | Вратари | 00:00 — 39:59 40:00 — 58:53 59:01 — 59:29 59:45 — 65:00 — Максим Каляев | Судья: Николя Крегут Линейные судьи: Давид Пердув Марко Сакович |
| | Голы:                               | |                                                                         | Судья: Николя Крегут Линейные судьи: Давид Пердув Марко Сакович |
| Маккензи Каруана — 03:02(бол.) (Джеймс Вудман, Кейси Кубара) Кирен Уебстер — 03:54 (Тайлер Кубара) Кэмерон Тодд — 22:05 (Джон Кеннеди) Стрэт Аллен — 46:58 (Кирен Уебстер, Вадим Виряссов) | 1:0 2:0 3:0 3:1 4:1 4:2 4:3 4:4 4:5 | 46:20 — Глеб Хволес (Илья Спектор, Денис Козев) 47:38 — Максим Хубашвили (Гай Ааронович, Ариэль Капулькин) 59:01 — Майк Левин (Давид Левин, Даниэль Мазур) 59:45 — Майк Левин (Михаил Кожевников, Даниеэль Мазур) 65:00 — Майк Левин |                                                                         | Судья: Николя Крегут Линейные судьи: Давид Пердув Марко Сакович |
| |                                     | |                                                                         | Судья: Николя Крегут Линейные судьи: Давид Пердув Марко Сакович |
| |                                     | |                                                                         | Судья: Николя Крегут Линейные судьи: Давид Пердув Марко Сакович |
| |                                     | |                                                                         | Судья: Николя Крегут Линейные судьи: Давид Пердув Марко Сакович |
| 2 мин | Штраф                               | 8 мин |                                                                         | Судья: Николя Крегут Линейные судьи: Давид Пердув Марко Сакович |
| |                                     | |                                                                         |                                                                 |
| | 37                                  | Броски | 29                                                                      |                                                                 |

| 24 апреля 2024 16:00 | Хорватия | 4 : 1 (2:1, 1:0, 1:0) | ОАЭ | Ледовый дворец Пионир, Белград Зрителей: 22 |

| Отчёт | Отчёт | Отчёт  | Отчёт | Отчёт                                                                    |
| ----- | ----- | ------ | ----- | ------------------------------------------------------------------------ |
|       |       |        |       |                                                                          |
|       |       |        |       | Судья: Маркус Ваннерстедт Линейные судьи: Патрик Дапуццо Урос Младенович |
|       |       |        |       |                                                                          |
|       |       |        |       |                                                                          |
|       |       |        |       |                                                                          |
|       |       |        |       |                                                                          |
|       |       |        |       |                                                                          |
| 6 мин | Штраф | 10 мин |       |                                                                          |
|       |       |        |       |                                                                          |
|       | 53    | Броски | 28    |                                                                          |

| 24 апреля 2024 19:30 | Сербия | 9 : 3 (3:1, 2:1, 4:1) | Исландия | Ледовый дворец Пионир, Белград Зрителей: 220 |

| Отчёт | Отчёт | Отчёт  | Отчёт | Отчёт                                                             |
| ----- | ----- | ------ | ----- | ----------------------------------------------------------------- |
|       |       |        |       |                                                                   |
|       |       |        |       | Судья: Стеф Оостерлинг Линейные судьи: Николас Альбинати Фу Да-Хэ |
|       |       |        |       |                                                                   |
|       |       |        |       |                                                                   |
|       |       |        |       |                                                                   |
|       |       |        |       |                                                                   |
|       |       |        |       |                                                                   |
| 8 мин | Штраф | 8 мин  |       |                                                                   |
|       |       |        |       |                                                                   |
|       | 39    | Броски | 23    |                                                                   |

| 25 апреля 2024 12:30 | Израиль | 1 : 5 (1:3, 0:1, 0:1) | Хорватия | Ледовый дворец Пионир, Белград Зрителей: 20 |

| Отчёт                                                   | Отчёт                         | Отчёт | Отчёт                        | Отчёт                                                           |
| ------------------------------------------------------- | ----------------------------- | --- | ---------------------------- | --------------------------------------------------------------- |
|                                                         |                               | |                              |                                                                 |
|                                                         | Максим Каляев — 00:00 — 60:00 | Вратари | 00:00 — 60:00 — Вито Николич | Судья: Бартош Качмарек Линейные судьи: Фу Да-Хэ Урос Младенович |
|                                                         | Голы:                         | |                              | Судья: Бартош Качмарек Линейные судьи: Фу Да-Хэ Урос Младенович |
| Павел Марщенок — 13:17(мен.) (Давид Левин, Денис Козев) | 0:1 0:2 1:2 1:3 1:4 1:5       | 01:45 — Карло Маринкович (Фран Заврски) 06:21 — Патрик Добрич (Иван Янкович, Бруно Идзан) 19:34 — Карло Маринкович(бол.) (Вито Идзан, Иван Янкович) 24:09 — Домен Ведлин (Алекс Димитриевич, Марк Катич) 43:17 — Бруно Идзан (Домен Ведлин) |                              | Судья: Бартош Качмарек Линейные судьи: Фу Да-Хэ Урос Младенович |
|                                                         |                               | |                              | Судья: Бартош Качмарек Линейные судьи: Фу Да-Хэ Урос Младенович |
|                                                         |                               | |                              | Судья: Бартош Качмарек Линейные судьи: Фу Да-Хэ Урос Младенович |
|                                                         |                               | |                              | Судья: Бартош Качмарек Линейные судьи: Фу Да-Хэ Урос Младенович |
| 14 мин                                                  | Штраф                         | 12 мин |                              | Судья: Бартош Качмарек Линейные судьи: Фу Да-Хэ Урос Младенович |
|                                                         |                               | |                              |                                                                 |
|                                                         | 36                            | Броски | 26                           |                                                                 |

| 25 апреля 2024 16:00 | Исландия | 2 : 3 (0:2, 1:1, 1:0) | Австралия | Ледовый дворец Пионир, Белград Зрителей: 35 |

| Отчёт | Отчёт | Отчёт  | Отчёт | Отчёт                                                                  |
| ----- | ----- | ------ | ----- | ---------------------------------------------------------------------- |
|       |       |        |       |                                                                        |
|       |       |        |       | Судья: Маркус Ваннерстедт Линейные судьи: Патрик Дапуццо Марко Сакович |
|       |       |        |       |                                                                        |
|       |       |        |       |                                                                        |
|       |       |        |       |                                                                        |
|       |       |        |       |                                                                        |
|       |       |        |       |                                                                        |
| 8 мин | Штраф | 8 мин  |       |                                                                        |
|       |       |        |       |                                                                        |
|       | 18    | Броски | 28    |                                                                        |

| 25 апреля 2024 19:30 | ОАЭ | 2 : 5 (1:1, 0:1, 1:3) | Сербия | Ледовый дворец Пионир, Белград Зрителей: 340 |

| Отчёт | Отчёт | Отчёт  | Отчёт | Отчёт                                                                     |
| ----- | ----- | ------ | ----- | ------------------------------------------------------------------------- |
|       |       |        |       |                                                                           |
|       |       |        |       | Судья: Стеф Оостерлинг Линейные судьи: Николас Альбинати Кресимир Полашек |
|       |       |        |       |                                                                           |
|       |       |        |       |                                                                           |
|       |       |        |       |                                                                           |
|       |       |        |       |                                                                           |
|       |       |        |       |                                                                           |
| 6 мин | Штраф | 8 мин  |       |                                                                           |
|       |       |        |       |                                                                           |
|       | 25    | Броски | 37    |                                                                           |

| 27 апреля 2024 12:30 | Австралия | 4 : 5 (2:1, 1:2, 1:2) | ОАЭ | Ледовый дворец Пионир, Белград Зрителей: 25 |

| Отчёт | Отчёт | Отчёт  | Отчёт | Отчёт                                                        |
| ----- | ----- | ------ | ----- | ------------------------------------------------------------ |
|       |       |        |       |                                                              |
|       |       |        |       | Судья: Андри Кича Линейные судьи: Давид Пердув Марко Сакович |
|       |       |        |       |                                                              |
|       |       |        |       |                                                              |
|       |       |        |       |                                                              |
|       |       |        |       |                                                              |
|       |       |        |       |                                                              |
| 2 мин | Штраф | 4 мин  |       |                                                              |
|       |       |        |       |                                                              |
|       | 28    | Броски | 30    |                                                              |

| 27 апреля 2024 16:00 | Израиль | 4 : 2 (0:1, 1:0, 3:1) | Исландия | Ледовый дворец Пионир, Белград Зрителей: 40 |

| Отчёт | Отчёт                         | Отчёт                                                             | Отчёт                                           | Отчёт                                                                        |
| --- | ----------------------------- | ----------------------------------------------------------------- | ----------------------------------------------- | ---------------------------------------------------------------------------- |
| |                               |                                                                   |                                                 |                                                                              |
| | Максим Каляев — 00:00 — 60:00 | Вратари                                                           | 00:00 — 55:35 55:56 — 60:00 — Йоханн Рагнарссон | Судья: Маркус Ваннерстедт Линейные судьи: Николас Альбинати Кресимир Полашек |
| | Голы:                         |                                                                   |                                                 | Судья: Маркус Ваннерстедт Линейные судьи: Николас Альбинати Кресимир Полашек |
| Майк Левин — 31:37(бол.) (Кирилл Полозов, Дэвид Левин) Майк Левин — 52:01(бол.) (Даниэль Мазур, Дэвид Левин) Глеб Хволес — 52:26 (Максим Хубашвили, Денис Козев) Майк Левин — 55:56(п.в.) (Денис Козев) | 0:1 :1 2:1 3:1 4:1 4:2        | 17:49 — Гунар Арасон 59:33 — Уннар Рунарссон (Торгилс Эггертссон) |                                                 | Судья: Маркус Ваннерстедт Линейные судьи: Николас Альбинати Кресимир Полашек |
| |                               |                                                                   |                                                 | Судья: Маркус Ваннерстедт Линейные судьи: Николас Альбинати Кресимир Полашек |
| |                               |                                                                   |                                                 | Судья: Маркус Ваннерстедт Линейные судьи: Николас Альбинати Кресимир Полашек |
| |                               |                                                                   |                                                 | Судья: Маркус Ваннерстедт Линейные судьи: Николас Альбинати Кресимир Полашек |
| 10 мин | Штраф                         | 8 мин                                                             |                                                 | Судья: Маркус Ваннерстедт Линейные судьи: Николас Альбинати Кресимир Полашек |
| |                               |                                                                   |                                                 |                                                                              |
| | 23                            | Броски                                                            | 26                                              |                                                                              |

| 27 апреля 2024 19:30 | Сербия | 0 : 3 (0:2, 0:1, 0:0) | Хорватия | Ледовый дворец Пионир, Белград Зрителей: 800 |

| Отчёт  | Отчёт | Отчёт  | Отчёт | Отчёт                                                          |
| ------ | ----- | ------ | ----- | -------------------------------------------------------------- |
|        |       |        |       |                                                                |
|        |       |        |       | Судья: Бартош Качмарек Линейные судьи: Фу Да-Хэ Патрик Дапуццо |
|        |       |        |       |                                                                |
|        |       |        |       |                                                                |
|        |       |        |       |                                                                |
|        |       |        |       |                                                                |
|        |       |        |       |                                                                |
| 35 мин | Штраф | 10 мин |       |                                                                |
|        |       |        |       |                                                                |
|        | 27    | Броски | 30    |                                                                |

#### Видео
| Видео               | Видео |
| ------------------- | ----- |
| Израиль — ОАЭ       |       |
| Израиль — Сербия    |       |
| Израиль — Австралия |       |
| Израиль — Хорватия  |       |
| Израиль — Исландия  |       |

### Лучшие бомбардиры
| Игрок            | И | Г | П | О  | Штр | +/− |
| ---------------- | - | - | - | -- | --- | --- |
| Артём Клавдиев   | 5 | 5 | 8 | 13 | 2   | +6  |
| Дмитрий Лихачёв  | 5 | 5 | 7 | 12 | 4   | +5  |
| Илья Чуйков      | 5 | 4 | 5 | 9  | 0   | +5  |
| Марко Катич      | 5 | 3 | 6 | 9  | 0   | +6  |
| Сергей Кузнецов  | 5 | 6 | 2 | 8  | 4   | +3  |
| Дэвид Левин      | 5 | 1 | 7 | 8  | 6   | 0   |
| Марко Младенович | 5 | 1 | 7 | 8  | 24  | +6  |
| Майк Левин       | 5 | 5 | 2 | 7  | 31  | -2  |
| Бруно Издан      | 5 | 4 | 3 | 7  | 0   | +2  |
| Карло Маринкович | 5 | 3 | 4 | 7  | 0   | +2  |

Примечание: И = Количество проведённых игр; Г = Голы; П = Голевые передачи; О = Очки; Штр = Штрафное время; +/− = Плюс-минус
По данным: IIHF.com

### Лучшие вратари
В списке вратари, сыгравшие не менее 40 % от всего игрового времени их сборной.
| Игрок             | ВП     | Бр  | ПШ | КН   | %ОБ   | И"0" |
| ----------------- | ------ | --- | -- | ---- | ----- | ---- |
| Вилим Росандич    | 240:00 | 99  | 5  | 1.25 | 94.95 | 1    |
| Арсений Ранкович  | 277:25 | 113 | 10 | 2.16 | 91.15 | 0    |
| Максим Ращупкин   | 298:32 | 186 | 20 | 4.02 | 89.25 | 0    |
| Алекси Тойвонен   | 303:31 | 151 | 17 | 3.36 | 88.74 | 0    |
| Максим Каляев     | 229:31 | 124 | 18 | 4.71 | 85.48 | 0    |
| Йоханн Рагнарссон | 179:23 | 97  | 22 | 7.36 | 77.32 | 0    |

Примечание: ВП = Время на площадке; Бр = Броски по воротам; ПШ = Пропущено шайб; КН = Коэффициент надёжности; %ОБ = Процент отражённых бросков; И"0" = «Сухие игры»
По данным: IIHF.com

### Индивидуальные награды
Лучшие игроки по амплуа:
- Вратарь:  Вилим Росандич
- Защитник:  Марко Катич
- Нападающий:  Мирко Джумич

По данным: IIHF.com
Лучшие игроки в каждой команде по версии тренеров:
- Алекси Тойвонен
- Марко Катич
- Майк Левин
- Йоханн Лейфссон
- Арсений Ранкович
- Артём Клавдиев

По данным: IIHF.com

## Группа В

### Судьи
В группе B второго дивизиона приняли участие 4 главных и 7 линейных судей
| Главные судьи - Уолкер Хольтон - Алексей Рощин - Кеннет Нильсен - Филип Метцингер | Линейные судьи - Фредерик Андерсен - Лодевейк Белен - Мартин Бояджиев - Максимилиан Гатол - Давид Клоучек - Маркус Мерк - Мартен ван ден Аккер |

### Таблица
|  | Команда, выходящая в группу А второго дивизиона чемпионата мира 2025 года   |
|  | Команда, вылетающая в группу А третьего дивизиона чемпионата мира 2025 года |

| М | Сборная        | И | В | ВО | ПО | П | ШЗ | ШП | РШ  | О  |
| - | -------------- | - | - | -- | -- | - | -- | -- | --- | -- |
| 1 | Бельгия        | 5 | 5 | 0  | 0  | 0 | 37 | 4  | +33 | 15 |
| 2 | Новая Зеландия | 5 | 3 | 0  | 1  | 1 | 22 | 18 | +4  | 10 |
| 3 | Грузия         | 5 | 3 | 0  | 0  | 2 | 20 | 17 | +3  | 9  |
| 4 | Болгария       | 5 | 1 | 1  | 0  | 3 | 17 | 29 | -12 | 5  |
| 5 | Тайвань        | 5 | 1 | 0  | 1  | 3 | 14 | 27 | -13 | 4  |
| 6 | Турция         | 5 | 0 | 1  | 0  | 4 | 10 | 25 | -15 | 2  |

### Результаты
Время местное (UTC+3).
| 22 апреля 2024 13:00 | Тайвань | 1 : 5 (1:0, 0:1, 0:4) | Новая Зеландия | Зимний дворец спорта, София Зрителей: 70 |

| Отчёт | Отчёт | Отчёт  | Отчёт | Отчёт                                                                        |
| ----- | ----- | ------ | ----- | ---------------------------------------------------------------------------- |
|       |       |        |       |                                                                              |
|       |       |        |       | Судья: Кеннет Нильсен Линейные судьи: Максимилиан Гатол Мартен ван ден Аккер |
|       |       |        |       |                                                                              |
|       |       |        |       |                                                                              |
|       |       |        |       |                                                                              |
|       |       |        |       |                                                                              |
|       |       |        |       |                                                                              |
| 6 мин | Штраф | 6 мин  |       |                                                                              |
|       |       |        |       |                                                                              |
|       | 23    | Броски | 40    |                                                                              |

| 22 апреля 2024 16:30 | Бельгия | 8 : 0 (0:0, 3:0, 5:0) | Турция | Зимний дворец спорта, София Зрителей: 80 |

| Отчёт | Отчёт | Отчёт  | Отчёт | Отчёт                                                              |
| ----- | ----- | ------ | ----- | ------------------------------------------------------------------ |
|       |       |        |       |                                                                    |
|       |       |        |       | Судья: Алексей Рощин Линейные судьи: Мартин Бояджиев Давид Клоучек |
|       |       |        |       |                                                                    |
|       |       |        |       |                                                                    |
|       |       |        |       |                                                                    |
|       |       |        |       |                                                                    |
|       |       |        |       |                                                                    |
| 6 мин | Штраф | 8 мин  |       |                                                                    |
|       |       |        |       |                                                                    |
|       | 39    | Броски | 11    |                                                                    |

| 22 апреля 2024 20:00 | Болгария | 1 : 7 (1:1, 0:2, 0:4) | Грузия | Зимний дворец спорта, София Зрителей: 325 |

| Отчёт | Отчёт | Отчёт  | Отчёт | Отчёт                                                               |
| ----- | ----- | ------ | ----- | ------------------------------------------------------------------- |
|       |       |        |       |                                                                     |
|       |       |        |       | Судья: Уолкер Хольтон Линейные судьи: Фредерик Андерсен Маркус Мерк |
|       |       |        |       |                                                                     |
|       |       |        |       |                                                                     |
|       |       |        |       |                                                                     |
|       |       |        |       |                                                                     |
|       |       |        |       |                                                                     |
| 6 мин | Штраф | 4 мин  |       |                                                                     |
|       |       |        |       |                                                                     |
|       | 18    | Броски | 41    |                                                                     |

| 23 апреля 2024 13:00 | Турция | 5 : 4(Б) (0:1, 1:2, 3:1, 0:0, 1:0) | Тайвань | Зимний дворец спорта, София Зрителей: 47 |

| Отчёт | Отчёт | Отчёт  | Отчёт | Отчёт                                                                     |
| ----- | ----- | ------ | ----- | ------------------------------------------------------------------------- |
|       |       |        |       |                                                                           |
|       |       |        |       | Судья: Алексей Рощин Линейные судьи: Мартин Бояджиев Мартен ван ден Аккер |
|       |       |        |       |                                                                           |
|       |       |        |       |                                                                           |
|       |       |        |       |                                                                           |
|       |       |        |       |                                                                           |
|       |       |        |       |                                                                           |
| 2 мин | Штраф | 25 мин |       |                                                                           |
|       |       |        |       |                                                                           |
|       | 34    | Броски | 28    |                                                                           |

| 23 апреля 2024 16:30 | Грузия | 2 : 6 (1:2, 0:2, 1:2) | Новая Зеландия | Зимний дворец спорта, София Зрителей: 93 |

| Отчёт | Отчёт | Отчёт  | Отчёт | Отчёт                                                            |
| ----- | ----- | ------ | ----- | ---------------------------------------------------------------- |
|       |       |        |       |                                                                  |
|       |       |        |       | Судья: Уолкер Хольтон Линейные судьи: Лодевейк Белен Маркус Мерк |
|       |       |        |       |                                                                  |
|       |       |        |       |                                                                  |
|       |       |        |       |                                                                  |
|       |       |        |       |                                                                  |
|       |       |        |       |                                                                  |
| 8 мин | Штраф | 6 мин  |       |                                                                  |
|       |       |        |       |                                                                  |
|       | 36    | Броски | 32    |                                                                  |

| 23 апреля 2024 20:00 | Бельгия | 11 : 1 (3:0, 5:1, 3:0) | Болгария | Зимний дворец спорта, София Зрителей: 352 |

| Отчёт | Отчёт | Отчёт  | Отчёт | Отчёт                                                                  |
| ----- | ----- | ------ | ----- | ---------------------------------------------------------------------- |
|       |       |        |       |                                                                        |
|       |       |        |       | Судья: Филип Метцингер Линейные судьи: Максимилиан Гатол Давид Клоучек |
|       |       |        |       |                                                                        |
|       |       |        |       |                                                                        |
|       |       |        |       |                                                                        |
|       |       |        |       |                                                                        |
|       |       |        |       |                                                                        |
| 8 мин | Штраф | 18 мин |       |                                                                        |
|       |       |        |       |                                                                        |
|       | 53    | Броски | 7     |                                                                        |

| 25 апреля 2024 13:00 | Грузия | 3 : 2 (0:1, 2:1, 1:0) | Турция | Зимний дворец спорта, София Зрителей: 75 |

| Отчёт  | Отчёт | Отчёт  | Отчёт | Отчёт                                                                  |
| ------ | ----- | ------ | ----- | ---------------------------------------------------------------------- |
|        |       |        |       |                                                                        |
|        |       |        |       | Судья: Кеннет Нильсен Линейные судьи: Фредерик Андерсен Лодевейк Белен |
|        |       |        |       |                                                                        |
|        |       |        |       |                                                                        |
|        |       |        |       |                                                                        |
|        |       |        |       |                                                                        |
|        |       |        |       |                                                                        |
| 10 мин | Штраф | 10 мин |       |                                                                        |
|        |       |        |       |                                                                        |
|        | 25    | Броски | 19    |                                                                        |

| 25 апреля 2024 16:30 | Бельгия | 8 : 1 (3:1, 3:0, 2:0) | Тайвань | Зимний дворец спорта, София Зрителей: 76 |

| Отчёт | Отчёт | Отчёт  | Отчёт | Отчёт                                                                    |
| ----- | ----- | ------ | ----- | ------------------------------------------------------------------------ |
|       |       |        |       |                                                                          |
|       |       |        |       | Судья: Филип Метцингер Линейные судьи: Мартин Бояджиев Максимилиан Гатол |
|       |       |        |       |                                                                          |
|       |       |        |       |                                                                          |
|       |       |        |       |                                                                          |
|       |       |        |       |                                                                          |
|       |       |        |       |                                                                          |
| 2 мин | Штраф | 6 мин  |       |                                                                          |
|       |       |        |       |                                                                          |
|       | 40    | Броски | 11    |                                                                          |

| 25 апреля 2024 20:00 | Болгария | 7 : 6(Б) (4:2, 2:2, 0:2, 0:0, 1:0) | Новая Зеландия | Зимний дворец спорта, София Зрителей: 483 |

| Отчёт  | Отчёт | Отчёт  | Отчёт | Отчёт                                                          |
| ------ | ----- | ------ | ----- | -------------------------------------------------------------- |
|        |       |        |       |                                                                |
|        |       |        |       | Судья: Алексей Рощин Линейные судьи: Давид Клоучек Маркус Мерк |
|        |       |        |       |                                                                |
|        |       |        |       |                                                                |
|        |       |        |       |                                                                |
|        |       |        |       |                                                                |
|        |       |        |       |                                                                |
| 18 мин | Штраф | 20 мин |       |                                                                |
|        |       |        |       |                                                                |
|        | 27    | Броски | 33    |                                                                |

| 27 апреля 2024 13:00 | Новая Зеландия | 0 : 6 (0:1, 0:4, 0:1) | Бельгия | Зимний дворец спорта, София Зрителей: 90 |

| Отчёт | Отчёт | Отчёт  | Отчёт | Отчёт                                                           |
| ----- | ----- | ------ | ----- | --------------------------------------------------------------- |
|       |       |        |       |                                                                 |
|       |       |        |       | Судья: Уолкер Хольтон Линейные судьи: Давид Клоучек Маркус Мерк |
|       |       |        |       |                                                                 |
|       |       |        |       |                                                                 |
|       |       |        |       |                                                                 |
|       |       |        |       |                                                                 |
|       |       |        |       |                                                                 |
| 4 мин | Штраф | 2 мин  |       |                                                                 |
|       |       |        |       |                                                                 |
|       | 12    | Броски | 46    |                                                                 |

| 27 апреля 2024 16:30 | Турция | 1 : 5 (0:0, 1:3, 0:2) | Болгария | Зимний дворец спорта, София Зрителей: 750 |

| Отчёт  | Отчёт | Отчёт  | Отчёт | Отчёт                                                                  |
| ------ | ----- | ------ | ----- | ---------------------------------------------------------------------- |
|        |       |        |       |                                                                        |
|        |       |        |       | Судья: Кеннет Нильсен Линейные судьи: Фредерик Андерсен Лодевейк Белен |
|        |       |        |       |                                                                        |
|        |       |        |       |                                                                        |
|        |       |        |       |                                                                        |
|        |       |        |       |                                                                        |
|        |       |        |       |                                                                        |
| 81 мин | Штраф | 81 мин |       |                                                                        |
|        |       |        |       |                                                                        |
|        | 31    | Броски | 28    |                                                                        |

| 27 апреля 2024 20:00 | Тайвань | 4 : 6 (1:2, 2:1, 1:3) | Грузия | Зимний дворец спорта, София Зрителей: 104 |

| Отчёт | Отчёт | Отчёт  | Отчёт | Отчёт                                                                       |
| ----- | ----- | ------ | ----- | --------------------------------------------------------------------------- |
|       |       |        |       |                                                                             |
|       |       |        |       | Судья: Филип Метцингер Линейные судьи: Мартин Бояджиев Мартен ван ден Аккер |
|       |       |        |       |                                                                             |
|       |       |        |       |                                                                             |
|       |       |        |       |                                                                             |
|       |       |        |       |                                                                             |
|       |       |        |       |                                                                             |
| 8 мин | Штраф | 2 мин  |       |                                                                             |
|       |       |        |       |                                                                             |
|       | 19    | Броски | 46    |                                                                             |

| 28 апреля 2024 13:00 | Новая Зеландия | 5 : 2 (2:0, 1:1, 2:1) | Турция | Зимний дворец спорта, София Зрителей: 77 |

| Отчёт  | Отчёт | Отчёт  | Отчёт | Отчёт                                                                     |
| ------ | ----- | ------ | ----- | ------------------------------------------------------------------------- |
|        |       |        |       |                                                                           |
|        |       |        |       | Судья: Кеннет Нильсен Линейные судьи: Лодевейк Белен Мартен ван ден Аккер |
|        |       |        |       |                                                                           |
|        |       |        |       |                                                                           |
|        |       |        |       |                                                                           |
|        |       |        |       |                                                                           |
|        |       |        |       |                                                                           |
| 35 мин | Штраф | 6 мин  |       |                                                                           |
|        |       |        |       |                                                                           |
|        | 12    | Броски | 28    |                                                                           |

| 28 апреля 2024 16:30 | Болгария | 3 : 4 (1:0, 1:3, 1:1) | Тайвань | Зимний дворец спорта, София Зрителей: 350 |

| Отчёт | Отчёт | Отчёт  | Отчёт | Отчёт                                                                    |
| ----- | ----- | ------ | ----- | ------------------------------------------------------------------------ |
|       |       |        |       |                                                                          |
|       |       |        |       | Судья: Алексей Рощин Линейные судьи: Фредерик Андерсен Максимилиан Гатол |
|       |       |        |       |                                                                          |
|       |       |        |       |                                                                          |
|       |       |        |       |                                                                          |
|       |       |        |       |                                                                          |
|       |       |        |       |                                                                          |
| 8 мин | Штраф | 4 мин  |       |                                                                          |
|       |       |        |       |                                                                          |
|       | 36    | Броски | 38    |                                                                          |

| 28 апреля 2024 20:00 | Грузия | 2 : 4 (2:1, 0:2, 0:1) | Бельгия | Зимний дворец спорта, София Зрителей: 86 |

| Отчёт | Отчёт | Отчёт  | Отчёт | Отчёт                                                           |
| ----- | ----- | ------ | ----- | --------------------------------------------------------------- |
|       |       |        |       |                                                                 |
|       |       |        |       | Судья: Уолкер Хольтон Линейные судьи: Давид Клоучек Маркус Мерк |
|       |       |        |       |                                                                 |
|       |       |        |       |                                                                 |
|       |       |        |       |                                                                 |
|       |       |        |       |                                                                 |
|       |       |        |       |                                                                 |
| 8 мин | Штраф | 6 мин  |       |                                                                 |
|       |       |        |       |                                                                 |
|       | 15    | Броски | 32    |                                                                 |